# Negombata kenyensis
Negombata kenyensis är en svampdjursart som först beskrevs av Gustavo Pulitzer-Finali 1993.  Negombata kenyensis ingår i släktet Negombata och familjen Podospongiidae. Inga underarter finns listade i Catalogue of Life.